# Jake Davis
Jacob Davis, detto Jake (Rochester, 3 gennaio 2002), è un calciatore statunitense, difensore dello Sporting K.C..

## Carriera
Davis è entrato a far parte del settore giovanile dello Sporting K.C. nel 2017 e due anni dopo ha firmato un contratto con lo Swope P.R.. Ha debuttato il 6 aprile 2019 nell'incontro di USL Championship perso 4-3 contro il Bethlehem Steel. Nel 2021 ha siglato un nuovo contratto con la squadra riserve dello Sporting Kansas City ed il 10 ottobre ha trovato i suoi primi gol con la doppietta messa a segno contro il Louisville City.
Il 19 agosto 2021 ha firmato il suo primo contratto professionistico con lo Sporting KC in qualità di giocatore cresciuto nel vivaio ed il 16 settembre ha debuttato in MLS nell'incontro vinto 4-0 contro il Minnesota Utd.

## Statistiche

### Presenze e reti nei club
Statistiche aggiornate al 27 novembre 2023.
| Stagione        | Squadra          | Campionato      | Campionato | Campionato | Coppe nazionali | Coppe nazionali | Coppe nazionali | Coppe continentali | Coppe continentali | Coppe continentali | Altre coppe | Altre coppe | Altre coppe | Totale | Totale | Totale |
| Stagione        | Squadra          | Comp            | Pres       | Reti       | Comp            | Pres            | Reti            | Comp               | Pres               | Reti               | Comp        | Pres        | Reti        | Pres   | Reti   |        |
| --------------- | ---------------- | --------------- | ---------- | ---------- | --------------- | --------------- | --------------- | ------------------ | ------------------ | ------------------ | ----------- | ----------- | ----------- | ------ | ------ | ------ |
| 2019            | Sporting K.C. II | USL             | 5          | 0          |                 | -               | -               |                    | -                  | -                  |             | -           | -           | 5      | 0      |        |
| 2020            | Sporting K.C. II | USL             | 15         | 0          |                 | -               | -               |                    | -                  | -                  |             | -           | -           | 15     | 0      |        |
| 2021            | Sporting K.C. II | USL             | 26         | 2          |                 | -               | -               |                    | -                  | -                  |             | -           | -           | 26     | 2      |        |
| 2022            | Sporting K.C. II | MNP             | 13         | 2          |                 | -               | -               |                    | -                  | -                  |             | -           | -           | 13     | 2      |        |
| 2023            | Sporting K.C. II | MNP             | 3          | 0          |                 | -               | -               |                    | -                  | -                  |             | -           | -           | 3      | 0      |        |
| 2021            | Sporting K.C.    | MLS             | 1          | 0          |                 | -               | -               |                    | -                  | -                  |             | -           | -           | 1      | 0      |        |
| 2022            | Sporting K.C.    | MLS             | 3          | 0          | USCup           | 1               | 0               |                    | -                  | -                  |             | -           | -           | 4      | 0      |        |
| 2023            | Sporting K.C.    | MLS             | 30         | 0          | USCup           | 2               | 0               |                    | -                  | -                  | LC          | 3           | 0           | 35     | 0      |        |
| Totale carriera | Totale carriera  | Totale carriera | 96         | 4          |                 | 3               | 0               |                    | -                  | -                  |             | 3           | 0           | 102    | 4      |        |